# Quo vadis (film din 2001)
Quo vadis, menționat în unele surse Unde te duci?, (în poloneză Quo Vadis) este un film polonez istoric din 2001 regizat de Jerzy Kawalerowicz. Scenariul este bazat pe cartea cu același titlu din 1896 a lui Henryk Sienkiewicz. A fost propunerea Poloniei la a 74-a ediție a premiilor Oscar pentru premiul Oscar pentru cel mai bun film străin, dar nu a fost acceptată.
Intriga centrală a filmului se învârte în jurul dragostei unui patrician roman, Marcus Vinicius, față de o fată creștină (venită de pe teritoriul Poloniei moderne), pe fundalul persecuțiilor împotriva creștinilor din timpul domniei lui Nero.

## Rezumat
Filmul are loc în Imperiul Roman în ultimii ani ai domniei împăratului Nero. După îndeplinirea serviciului militar, nobilul roman Marcus Vinicius se întoarce la Roma la unchiul său Gaius Petronius, poetul și favoritul împăratului.
După ce a cunoscut-o pe frumoasa Ligia la Roma, Vinicius se îndrăgostește de ea și dorește să fie a lui. Ligia este fiica adoptivă a lui Aulus Plautius, un conducător militar pensionar. Ea este o „ostatică” a Romei dată de triburile ligiene (așa cum se numeau popoarele care trăiau pe teritoriul Poloniei moderne), dar este iubită ca nativă.
La început, Ligia refuză avansurile lui Vinicius. Petronius încearcă să-l manipuleze pe Nero, care are autoritate asupra tuturor ostaticilor din Roma, pentru a o da pe Ligia lui Vinicius, dar Ligia este luată pe ascuns de creștini. Grecul Chilon Chilonides îi spune unde ar putea să se afle. Marcus Vinicius decide să o găsească și s-o oblige să fie soția sa. El merge la o întâlnire creștină împreună cu Croton, un gladiator, și cu Chilonides pentru a o găsi. După ce a urmărit-o la sfârșitul întâlnirii, Marcus încearcă să o ia cu el, dar Ursus, un bărbat puternic și prieten al ei, îl ucide pe Croton. Marcus însuși este rănit în luptă, dar este îngrijit de Ligia și de creștini. Văzându-le bunătatea, începe să se convertească la creștinism, iar Ligia îl acceptă.
Roma ia foc în timp ce împăratul, Nero, este plecat. Nero se întoarce și cântă mulțimii, dar se enervează. La propunerea soției lui Nero, Poppaea Sabina, creștinii sunt învinuiți de incendiu, și organizează o  serie lungă de spectacole crude pentru a potoli mulțimea. Într-unul dintre aceste spectacole, Ursus se luptă cu un taur care o poartă pe Lygia în spate, inconștientă și legată. Ursus câștigă și, deoarece mulțimea și pretorienii cer ca Nero să îi lase să trăiască, împăratul îndeplinește fără voie dorința mulțimii.
Petronius se sinucide deoarece Nero a cerut să fie prin și ucis. Apoi Nero, cu ajutorul slujitorului său, se sinucide după ce legiunile sale se revoltă, iar Vinicius și Ligia părăsesc Roma.
Isus Hristos îi apare apostolului Petru la ieșirea din Roma, Petru îl întreabă: „Quo vadis, Domine?” (Unde te duci, Doamne?), la care Hristos îi răspunde: „Mi-ai abandonat oamenii așa că mă duc la Roma pentru a fi crucificat din nou”. Apoi Apostolul Petru se întoarce la Roma, unde acceptă o moarte dureroasă prin crucificare.

## Distribuție
- Paweł Deląg – Marcus Vinicius  (fiul fictiv al personajului istoric Marcus Vinicius).
- Magdalena Mielcarz – Calina (personaj fictiv), numită adesea Ligia, fiica defunctului rege al Ligiei, eroina feminină principală.
- Bogusław Linda – Petronius  (personaj istoric real, Gaius Petronius Arbiter, ca. 27 - 66), numit și „elegantiae arbiter” („arbitru al eleganței”), fost guvernator al provinciei Bitinia, unul din curtenii favoriți ai împăratului Nero.
- Michał Bajor – Nero (personaj real), descris în roman ca un împărat meschin, incompetent și crud, dar manipulat prin lingușirile și uneltirile curtenilor săi.
- Agnieszka Wagner - Poppaea Sabina, a doua soție a împăratului Nero.
- Jerzy Trela – Chilon Chilonides (fictiv), șarlatan, angajat de Vinicius pentru a o găsi pe Ligia.
- Danuta Stenka – Pomponia Graecina (personaj real), soția lui Aulus Plautius, femeie aristocrată, convertită la creștinism. Aulus Plautius și Pomponia Graecina sunt părinții adoptivi ai Ligiei.
- Franciszek Pieczka – Sfântul Petru (personaj real), un om obosit și în vârstă cu sarcina de a propovădui mesajul lui Hristos. El este uimit de puterea Romei și de viciile Împăratului Nero, căruia îi spune Fiara. Uneori Petru neagă că el va fi în stare să planteze și să protejeze "sămânța bună" a Creștinătății.
- Krzysztof Majchrzak – Tigellinus (personaj istoric real, Gaius (S)ophonius Tigellinus, c. 10 - 69), prefect al Romei și comandantul gărzii pretoriene. Este rival al lui Petronius și prieten cu Nero, pe care îl incită la multe acțiuni reprobabile.
- Rafał Kubacki – Ursus (personaj fictiv), garda de corp a Ligiei. Ca și un coleg de trib, el i-a servit fostei mame a fetei, fiind foarte devotat Ligiei. Creștin fiind, Ursus se chinuie să urmeze învățăturile pacifiste ale religiei, având în vedere puterea sa și mentalitatea sa barbară.

## Producție
Consultantul religios în producția filmului a fost Waldemar Chrostowski, iar consultantul istoric a fost Aleksander Krawczuk. Este o coproducție Chronos Film, Telewizja Polska, Kredyt Bank PBI SA, HBO Polska și Studio Filmowe Kadr.
Este cea mai scumpă producție din cinematografia poloneză, cu un buget de 76.140.000 de zloți (18 milioane USD). Jerzy Kawalerowicz a câștigat 100.000 de zloți pentru regia filmului Quo vadis.
Un incendiu a izbucnit în platou în timp ce împușca scena arderii Romei. În paralel cu versiunea cinematografică, a fost produsă o versiune TV - o miniserie cu șase episoade cu același titlu, același regizor și aceiași actori.

## Lansare și primire
Premiera oficială a filmului a avut loc la Vatican, cu participarea papei Ioan Paul al II-lea, a regizorului Jerzy Kawalerowicz și a actorilor.
Filmul este distribuit de Syrena Entertainment Group.
În lista filmelor cu cel mai mare număr de spectatori din Polonia, după 1989, filmul se află pe locul 4 cu 4.300.351 de spectatori, după Prin foc și sabie (1999, Jerzy Hoffman), Pan Tadeusz (1999, Andrzej Wajda) și Kler (2018, Wojciech Smarzowski).
A avut încasări de 69.045.592 de zloți (16.863.883 USD).